# Bol'šoj Semjačik
Il Bol'šoj Semjačik (in russo Большой Семячик?) è un massiccio vulcanico complesso situato nella parte orientale della Kamčatka, in Russia. 

## Descrizione
Il Bol'šoj Semjačik è composto da un gruppo di diversi stratovulcani e duomi lavici, ai suoi piedi ci sono i vulcani Burljaščij e Central'nyj Semjačik. Si trova 25 km a nord-est del Malyj Semjačik. L'ultima eruzione risale a circa 6 500 anni fa, ma l'attività non si è fermata: ci sono sorgenti termali e diversi geyser sui pendii più bassi. L'altezza del vulcano più alto del massiccio, il Zubčatka (o Zubčataja) è di 1720 m.
Il primo esploratore a visitare questa zona fu Stepan P. Krašeninnikov all'inizio di aprile del 1739. Il primo studio dettagliato dei vulcani Semiačik fu effettuato dalla spedizione del geologo Vladimir I. Vlodavec nel 1947.